# Lillträsket (Rådmansö socken, Uppland)
Lillträsket är en sjö i Norrtälje kommun i Uppland och ingår i Norrtäljeån-Åkerströms kustområde. Lillträsket ligger i Stormaren-Lillträsket, Gisslingö Natura 2000-område.